# Енрико Дандоло
 Енрико Дандоло (лат. Henricus Dandulus, око 1107 — 1205) је био дужд Млетачке републике од 1192. до своје смрти. Остао је упамћен по својој улози у Четвртом крсташком рату који је довео до пада Цариграда и за неко време означио крај Византијског царства.

## Детињство и младост
Рођен је у Венецији, у породици која је била веома богата и имала велики утицај на политичке прилике у Млетачкој републици. Отац му је био лични саветник Венецијанског дужда, док је његов стриц, који се такође звао Енрико Дандоло, био патријарх, што је тада било највише црквено звање у Венецији.

## Политичка каријера
Дандоло је прву важну политичку улогу током кризних година, 1171. и 1172. У марту 1171. византијска управа је одузела имовину хиљадама Венецијанаца који су живели на њеној територији, а затим их све и заробила. Воља народа је натерала дужда да сакупи казнену експедицију, која се распала када је избила епидемија почетком 1172. Дандоло је био део експедиције коју је предводио дужд током 1171—1172. Одмах по повратку у Венецију, дужда је убила разјарена руља, али је Дандоло избегао одговорност и касније је постављен на место амбасадора у Цариграду, у време када је Венеција безуспешно покушавала да постигне дипломатско разрешење спора са Византијом. Уместо Дандола у Цариград је послат други амбасадор да настави преговоре. Преговори су били прекинути, обновљени су тек 20 година касније и завршени су споразумом 1186. Неуспех у преговорима и сам боравак у Цариграду, створили су у Дандолу мржњу и неповерење према Византији.
Током наредних година Дандоло је у два наврата био амбасадор на Сицилији, а 1183. се вратио у Константинопољ да преговара о обнављању венецијанске четврти у том граду.
Када је постао венецијански дужд, 39. по реду 1. јануара 1193, Дандоло је већ био стар и слеп, али је и даље био веома амбициозан, и испољавао је (за своје године) изванредну физичку и менталну снагу. Био је већ у осмој деценији живота када је постао дужд. Према неким подацима имао је 85 година. Резултати постигнути током наредних 11 година његове владавине, доводе у питање тачност тих података. Неке претпоставке говоре да је био бар десетак година млађи када је преузео власт.

## Четврти крсташки рат
На чело Четвртог крсташког похода постављен је Бонифације Монфератски (маркиз Монферата), а намера је била освајање Египта. Крсташи су се договорили са Млечанима да их они превезу до Египта тако да је место окупљања за већину била Венеција, док је само мали број крсташа кренуо директно из Француске. Договор који је постигнут са млетачким дуждом био је да се Млечанима плати да пребаце до Египта 30.000 војника и 4.500 коња са ратном опремом и залихама, као и њихово учешће у подели освојених територија.
Међутим, 1202. крсташи су нису могли да напусте Венецију јер нису имали потребан новац, а и скупили су знатно мање војника него што се очекивало. Дандоло је сковао план којим би опростио дуг крсташима за превоз трупа у замену за помоћ у настојањима Венеције да поврати контролу над луком Задар, а и Млечанима није одговарао рат у Египту јер су они одржавали добре трговачке односе са Египтом. На церемонији у цркви светог Марка, Дандоло „је понео крст“ (обавезао се на учешће у крсташком походу) и убрзо се придружио крсташима са око 1 000 својих војника. Тако је постао један од вођа похода.
Венеција је била главна финансијска потпора Четвртом крсташком рату, тако што је снабдевала крсташе, и давала им новчане позајмице јер су они већ били презадужени у Венецији.
Дандоло их је убедио да пристану код Задра, луке на Јадранском мору која је припадала угарском краљу. Део крсташа је одбио да учествује у опсади, јер се нападао хришћански град, а и угарски краљ се још раније обавезао да ће кренути у крсташки поход, али је ипак због очувања јединства донета одлука да се град нападне. Када су се крсташи појавили пред Задром становништво и посада је на бедеме и куле истакла барјаке са крстовима као знак да подржавају њихов поход, али су крсташи без обзира на то заузели градску луку и отпочели опсаду. Задар се предао крсташима под условом да животи становника буду поштеђени. Након тога град је био подељен међу освајачима. Млечани су преузели део града уз луку, док су крсташи преузели остатак града.
У Задар су стигли изасланици које је послао, Алексије IV Анђео, син збаченог Византијског цара Исака II, са понудом да му поврате престо у замену за подршку њиховом походу. Дандоло је убедио вође похода да прихвате ову понуду, упркос оштром противљењу дела крсташа, па и самог папе Иноћентија III. Ово је довело до Првог пада Цариграда 13. априла, 1204. и успостављања новог Латинског царства на територији некадашње Византије.

## Слепило
Није поуздано утврђено како је Дандоло ослепео. Према неким причама њега су ослепели Византијци у периоду док је био изасланик у Цариграду, али се показало да је ова прича нетачна. Зна се међутим да је остао слеп, као последица повреде главе.

## Смрт
Дандоло се осећао довољно здравим и способним да учествује у рату против Бугара, али је преминуо 1205. и сахрањен је у Аја Софији у Цариграду, вероватно испод источне галерије. У 19. веку, тим италијанских историчара је поставио плочу на месту на којем је он највероватније и сахрањен, а она је видљива и данас. Туристи често греше мислећи да је то надгробна плоча постављена одмах након сахране. Права плоча је уништена након Турског заузимања Цариграда 1453. и претварања Аја Софије у џамију.

## Породица
Енрико је имао сина Ранијера Дандола. Његова унука, Ана Дандоло, је била трећа жена краља Србије Стефана Првовенчаног. Енрико Дандоло је тако био прадеда по мајци једног од Стефанових синова, краља Стефана Уроша I.